# Glucosio 1-deidrogenasi
La glucosio 1-deidrogenasi è un enzima appartenente alla classe delle ossidoreduttasi, che catalizza la seguente reazione:
β-D-glucosio + NAD(P)+ ⇄ D-glucono-1,5-lattone + NAD(P)H + H+
Ossida anche D-xilosio.